# Alabama Public Radio
Alabama Public Radio (APR) ist der Public Broadcaster (Öffentliche Rundfunk) des US-Bundesstaates Alabama mit Sitz in Tuscaloosa. APR besteht aus einem Netzwerk von vier Stationen und versorgt mit ihnen die westliche Hälfte des Staates Alabama mit einem Programmangebot bestehend aus Klassik, Folk, Jazz und Oldies sowie eigenen Nachrichtenprogrammen. Ergänzt wird das Programm mit Sendungen des National Public Radio, Public Radio International und des American Public Media Networks. CEO ist Elizabeth Brock.

## Programm
Neben dem Hauptprogramm APR News & Classic, wird auch der HD-Radio Kanal Xponential Radio (APR Rocks) produziert. WUAL-FM strahlt auf HD3 den BBC World Service aus.

## APR-Stationen
WUAL-FM ist die Stammstation des APR und wurde auf die University of Alabama lizenziert. Das U. A. College of Communication and Information Sciences nutzt die Station auch als Ausbildungsplattform für seine Studenten. WUAL-FM ging im Januar 1982 auf Sendung und war damals Alabamas fünfte Public Radio Station.
| Rufzeichen | Standort                 | Frequenz | Sendeleistung | Lizenznehmer                                                          | Abdeckung                                                                                 | Geographische Position       |
| ---------- | ------------------------ | -------- | ------------- | --------------------------------------------------------------------- | ----------------------------------------------------------------------------------------- | ---------------------------- |
| WUAL-FM    | Tuscaloosa               | 91,5 MHz | 100 kW        | 1982 lizenzierte Station der University of Alabama                    | Sender steht ca. 20 km süd-östlich vor Tuscaloosa und deckt einen Radius von ca. 60 km ab |                              |
| WQPR       | Florence / Muscle Shoals | 88,7 MHz | 20 kW         | Station der University of North Alabama in Florence                   | Sender steht in Muscle Shoals und erreicht Orte im Radius von 50 km                       |                              |
| WAPR       | Selma                    | 88,3 MHz | 53 kW         | Station der Alabama State University zusammen mit der Troy University | Signal erreicht Orte im Radius von ca. 100 km um Selma                                    | 32° 08' 31" N, 86° 44' 43" W |
| WHIL-FM    | Mobile                   | 91,3 MHz | 100 kW        | Station des Spring Hill College, am 1. Juli 2011 APR beigetreten      | Mobile County und Teile angrenzender Countys                                              | 30° 41' 21" N, 87° 49' 49" W |